# Vogelsang (Mittenwalde)
Vogelsang ist ein Wohnplatz der Stadt Mittenwalde im Landkreis Dahme-Spreewald im Land Brandenburg.

## Lage
Der Wohnplatz liegt nordwestlich des historischen Stadtkerns und ist mit diesem durch eine durchgängige Wohnbebauung verbunden. Nördlich ist die Berliner Vorstadt, südlich führt die Umgehungsstraße aus dem Ort hinaus.

## Geschichte und Etymologie
Vogelsang erschien erstmals als Vogel Sang im Jahr 1743 als „Etablissement bzw. Gasse im nordwestlichen Anschluss der Stadt an Straße nach Dahlewitz“. Es bestand zu dieser Zeit aus einem Vorwerk, das zum Amt Gallun und damit zur Herrschaft Königs Wusterhausen gehörte. Friedrich Wilhelm I. hatte den Ort bereits am 13. Oktober 1716 zusammen mit Kallinchen sowie dem dritten Teil des Ortes Gallun für 15.000 Taler vom brandenburgischen Kammerpräsidenten Christian Ernst von Münchow erworben. 1775 wurde dieses Vorwerk erneut erwähnt. 1801 erschien eine „Meierei bei Mittenwalde vor dem Berliner Tor nebst Schmiede“. Der Wohnplatz bestand zu dieser Zeit aus einer Feuerstelle (=Haushalt), in dem vier Personen wohnten. 1837 war in der Topographie der Untergerichte der Kurmark Brandenburg und der dazugeschlagenen Landesteile von einer Meierei „vor dem Berliner Thore“ die Rede. Eduard Fidicin beschrieb in Die Territorien der Mark Brandenburg; oder, Geschichte der einzelnen Kreise, Städte, Rittergüter und Dörfer in derselben als Fortsetzung des Landbuchs Kaiser Karl's IV. ein „Achtereck“ mit einer Größe von 11,5 Morgen. Es soll sich dabei um ein wendisches Fischerdorf gehandelt haben, dem jedoch keine Hufen zugewiesen worden waren. 1890 lebten in Vogelsang bereits 53 Personen. Zum Anfang des 19. Jahrhunderts kam Vogelsang zur Stadt Mittenwalde und ist seit 1901 eine Vorstadt von Mittenwalde.

## Literarische Rezeption
Vogelsang erschien in den Wanderungen durch die Mark Brandenburg vom Theodor Fontane. Er fragt sich dort: „Wer reist nach Mittenwalde? Niemand. […] …sprechen die Mittenwalder vom „Vogelsang“, vom „Pennigsberg“, vom „Burgwall“ usw., als ob all diese Dinge noch sichtbarlich vor ihnen stünden.“